# Argusto
Argusto (calabrès Argùstu) és un municipi italià, dins de la província de Catanzaro. Ocupa una superfície de 6,88 quilòmetre quadrat i tenia 444 habitants a l'1 gener 2023.

## Demografia
| 1861 | 1871 | 1881 | 1901 | 1911 | 1921 | 1931 | 1951 | 1961 | 1971 | 1981 | 1991 | 2001 | 2011 |
| ---- | ---- | ---- | ---- | ---- | ---- | ---- | ---- | ---- | ---- | ---- | ---- | ---- | ---- |
| 724  | 781  | 784  | 812  | 922  | 963  | 924  | 940  | 921  | 744  | 627  | 613  | 568  | 529  |

## Administració
| Període                 | Identitat                | Partit                                           |
| ----------------------- | ------------------------ | ------------------------------------------------ |
| 1993-2001 (dos governs) | Angelo Raffaele Bertucci | Partit Democràtic de l'Esquerra                  |
| 2001-2011 (dos governs) | Vincenzino Daniele       | llista electoral independent (de centreesquerra) |
| 2011- (tres governs)    | Valter Matozzo           | llista electoral independent (Amare Argusto)     |